# Rifa'a at-Tahtawi

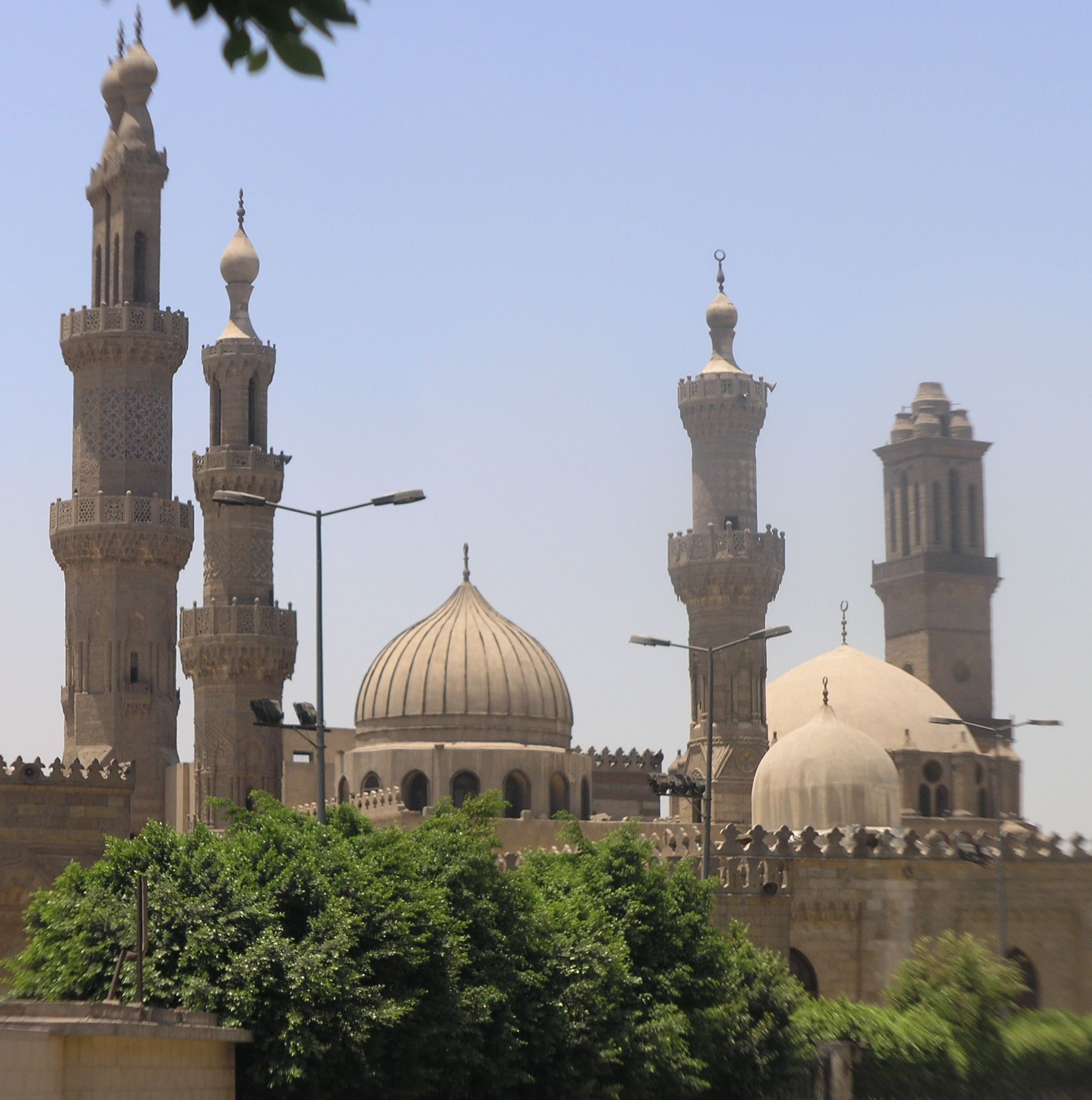
Al-Azhar

Rifa'a at-Tahtawi (arabă رفاعة رافع الطهطاوي — Rifā‘a Rāf‘i aț-Ṭahṭāwī, 1801 - 1873) , profesor, scriitor, traducător și egiptolog, a reprezentat una dintre figurile proeminente ale renașterii arabe în Egipt. 

## Biografie
Rifā‘a Rāf‘i aț-Ṭahṭāwī s-a născut în Ṭahṭā, un sat din Egiptul de Sus, la 15 octombrie 1801. Întrucât provenea dintr-o familie nobilă și înstărită, în copilărie Rifā‘a s-a bucurat de numeroase privilegii, inclusiv sprijin financiar.
La vârsta de 12 ani, se mută împreună cu familia din Tahta în Gerga, Qena and Farshoot. Între timp, Rifā‘a a învățat scrierea și citirea și a memorat Coranul. După moartea tatălui a revenit la Tahta, unde a trăit la rudele sale.
Capacitățile intelectuale ale tânărului Rifā‘a au fost cultivate, începând cu 181, când a devenit student la Al-Azhar. Încă de la început, tânărul a fost profund influențaț de Šayḫ Ḥassan Muḥammad Al-Attar, fiul unui comerciant sărac, care voia ca și fiul său să îi calce pe urme. Ḥassan fuge de acasă și se înscrie în secret la Al-Azhar, unde studiază sub îndrumarea lui Šayḫ Al-'Amir. Când Egiptul a fost ocupat de francezi, tânărul a fugit în Egptul de Sus. Acesta considera că țările musulmane ar trebui să preia și să beneficieze de cultura, știința și metodele educaționale ale Vestului. Šayḫ Ḥassan Muḥammad Al-Attar a devenit poet și a scris și lucrări de anatomie și medicină.
Aț-Ṭahṭāwī a absolvit în anul 1823 și a continuat să lucreze ca profesor la Al-Azhar timp de încă doi ani. Tânărul își petrecea majoritatea timpului acasă la al-Attar, unde citea cărți occidentale care nu erau nici disponibile, nici permise la vremea aceea. Tot grație lui al-Attar, Aț-Ṭahṭāwī a fost numit imam al unui batalion egiptean pănâ în 1826, după care a devenit imam al misiunii trimise de Muḥammad ʿAlī la Paris.

## Despre Occident
Rifā‘a Rāf‘i al-Ṭahṭāwī a studiat la Universitatea Musulmană al - Azhar, într-o perioadă în care aceasta manifesta o anumită deschidere către lumea modernă. Era momentul când Muhammad Ali a considerat necesară formarea unei clase de funcționari în administație care să corespundă epocii și a hotărât să îi pregătească în Franța. Se spune că al-Ṭahṭāwī a fost trimis în Franța cu un grup de candidați la aceste funcții, în calitate de ghid spiritual.

### Taḫlīș al - 'Ibrīz fī taḫlīș Bārīz
De-a lungul șederii sale la Paris, 1826 - 1831, Rifā‘a a studiat societatea pariziană în toate aspectele sale, iar observațiile și concluziile la care a ajuns au dat naștere cărții intitulate "Taḫlīș al - 'Ibrīz fī taḫlīș Bārīz" (Cairo: Bulaq Press, 1849), în limba arabă (تخليص الإبريز في تلخيص باريز), care a circulat mult în varianta franceză, tradusă de către Anouar Louca cu titlul de "L'Or de Paris". (Rifâ'a al- Tahtâwî (trad. Anouar Louca), L'Or de Paris, Paris, 1988).
Cartea pe care o publică at-Ṭahṭāwī este în mare parte un jurnal de călătorie, însă unul mai neobișnuit, presărat cu numeroase impresii personale asupra locurilor și situațiilor întâlnite, dar și cu versuri care încearcă să le imite pe cele clasice. Încă de la început se poate observa stilul arab tradițional - titlul lucrării are o rimă interioară și un joc de cuvinte caracteristice titlurilor operelor vechi: Rafinamentul aurului: pe scurt, despre Paris. Pe de altă parte, în ciuda caracterului personal al relatărilor, autorul se străduiește să comunice informații dintre cele mai diverse cu privire la societatea franceză, informații culese fie de la profesorii săi, fie din cărți: despre geografia Franței, despre retorică, afaceri și istorie, despre limbi în general și despre franceză în special etc.
În cuprinsul cărții se regăsesc diverse observații și întrebări care fac din ea un document important al ciocnirii dintre civilizații și culturi. Personajul este un șeic de la Universitatea Musulmană al - Azhar, dornic să admire tot ce se poate admira la europeni și la francezi în special și să le explice conaționalilor săi de ce este de dorit ca anumite elemente ale civilizației occidentale să fie preluate și integrate în societatea egipteană.
De exemplu, personajul consideră că trebuie apreciate curățenia și ordinea care domnesc peste tot, faptul că se stă pe scaune și nu pe jos, că se mănâncă din farfurii, folosindu-se tacâmuri, că oamenii dorm pe un loc mai ridicat (adică pe un pat). Un alt aspect care l-a impresionat pe tânăr a fost faptul că femeile umblă fără văl, având fața, gâtul, pieptul și brațele dezvelite, nefiind totuși femei de moravuri ușoare, întrucât propria pudoare le ține departe de păcat.
În carte Parisul este prezentat ca un centru al lumii intelectuale, metropola științelor, Atena francezilor. În opinia lui at-Ṭahṭāwī, gradul de civilizație al unui oraș se măsoară în funcție de arhitectură, starea clădirilor, iar în această privință francezii sunt prezentați ca meșterii Europei.
Un întreg capitol al cărții este consacrat guvernării în Franța. Se vorbește despre rege, despre insituții, despre ”cartea” lor, în care sunt scrise legile care fac să prospere țara. Autorul prezintă justiția ca pe fundamentul prosperității și vorbește cu considerație despre prevederile legale din Franța și despre beneficiile aduse de acestea.